# Minco (Oklahoma)
Minco – miasto w Stanach Zjednoczonych, w stanie Oklahoma, w hrabstwie Grady.